# شیهزی
شیهزی (به اویغوری: شىخەنزە شەھىرى)(به چینی: 石河子市، به پین‌یین: Shíhézǐ Shì)  یک شهر در چین است که در سین‌کیانگ واقع شده‌است.
از لحاظ اداری، این شهر، شهر در سطح شهرستان است، که تابع مستقیم منطقه خودمختار (به جای تابع ولایت بودن) می باشد. این شهر، یکی از شهرهای تحت کنترل ارگان بینگتوان می باشد. این شهر با جدا شدن از ولایت تارباغاتای در سپتامبر ۱۹۸۷ تاسیس شد.

## خصوصیات
شیهزی ۴۵۶٫۸۴ کیلومترمربع مساحت و ۶۳۵٬۵۸۲ نفر جمعیت دارد.

## جمعیت
| ترکیب قومیتی شهر شیهزی | ترکیب قومیتی شهر شیهزی | ترکیب قومیتی شهر شیهزی | ترکیب قومیتی شهر شیهزی | ترکیب قومیتی شهر شیهزی |
| ---------------------- | ---------------------- | ---------------------- | ---------------------- | ---------------------- |
| قومیت                  | قومیت                  |                        | درصد                   | درصد                   |
| هان                    | هان                    |                        | ۹۴٫۱٪                  | ۹۴٫۱٪                  |
| هوئی                   | هوئی                   |                        | ۲٫۷٪                   | ۲٫۷٪                   |
| اویغور                 | اویغور                 |                        | ۱٫۱٪                   | ۱٫۱٪                   |
| قزاق                   | قزاق                   |                        | ۰٫۶٪                   | ۰٫۶٪                   |
| مغول                   | مغول                   |                        | ۰٫۱٪                   | ۰٫۱٪                   |
| سایر                   | سایر                   |                        | ۱٫۱٪                   | ۱٫۱٪                   |
| منبع سرشماری جمعیت :   |                        |                        |                        |                        |